# Michael Gruse
Michael Gruse (* 3. Februar 1956 in Berlin) ist ein ehemaliger deutscher Sprinter.
1975 gewann er über 200 m Bronze bei den Junioreneuropameisterschaften in Piräus, und 1977 wurde er beim Leichtathletik-Weltcup in Düsseldorf Fünfter in der 4-mal-100-Meter-Staffel.
Michael Gruse startete für den SCC Berlin.

## Persönliche Bestzeiten
- 100 m: 10,46 s, 6. August 1977, Hamburg
- 200 m: 21,18 s, 22. Juni 1977, Köln